# أعلام الدول المجهرية
الدول المجهرية هي الدول سريعة الزوال والكيانات التي نصبت نفسها دولاً وادّعت أنها ذات سيادة مستقلة لكن لم تحصل على اعتراف من قبل أي دولة أخرى ذات سيادة معترف بها أو من قبل منظمة دولية.

## أ

الإمبراطورية الأمريكية
آيتيرنا لوتشينا
أخزيفلاند
أراوكانيا وباتاغونيا
إمبراطورية أتلانتيوم
إمبراطورية أوستيناسيا
إمارة إيغ مورت
إيكاريا
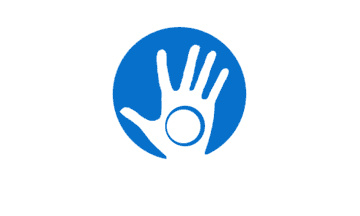
أوزوبيس
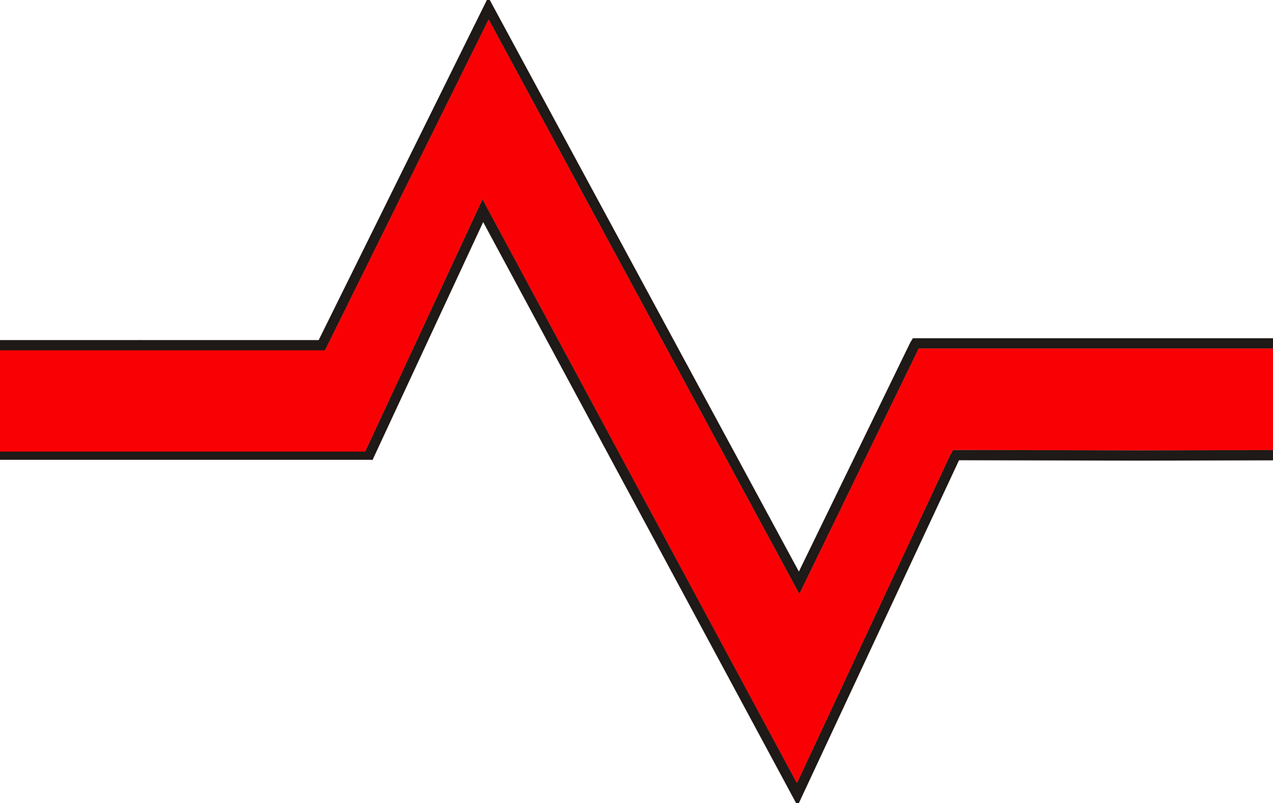
إلغالاند فارغالاند
إيليور
مملكة الإنسانية

## ب

دومينيون غرب فلوريدا البريطانية
مقاطعة بومبونجا
إمارة بلدونيا الخارجية
بارفا دوموس ماجنا كويز
جمهورية بيرلوجا
إمارة بونتينا[3]

## ت

مملكة تلوسا
مملكة تافولارا
إمارة ترينيداد

## ج

مملكة المثليين والسحاقيات في جزر بحر المرجان[4]
الجمهورية الجليدية
جمهورية جامتلاند

## ر

مملكة ريدوندا
Islands of Refreshment
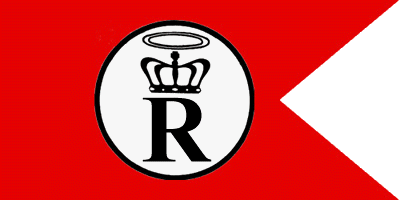
إمبراطورية ريونيون المقدسة
إمبراطورية رومانوف
جمهورية روز آيلاند

## س

جمهورية ساجايس
سيلاند
إمارة سيبورغا
مملكة سيدانج
إمارة سنيك هيل
سيليستيا

## ف

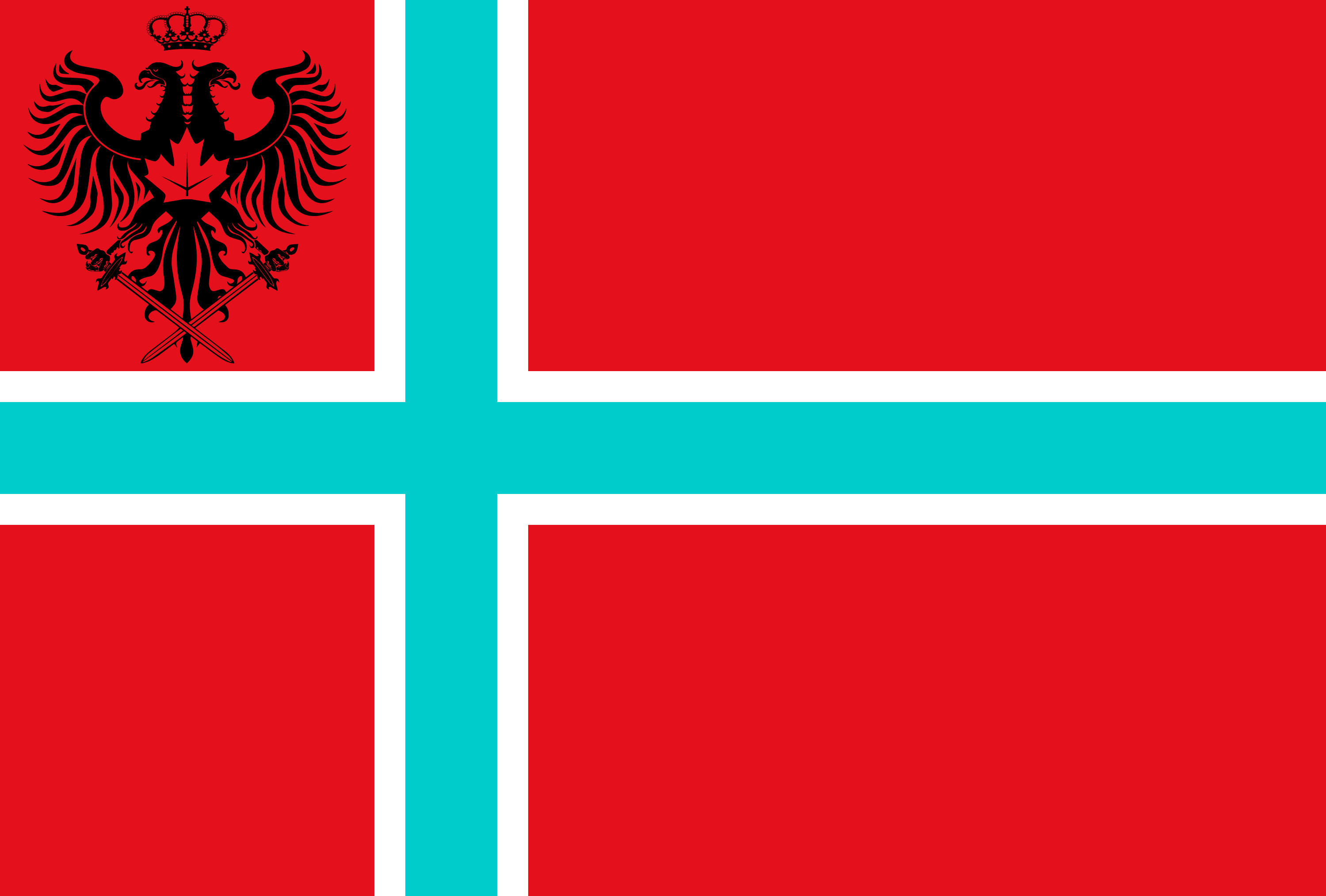
فايكسلاند (علم جديد)
فيرديس
دوقية فلاندرنسيس الكبرى
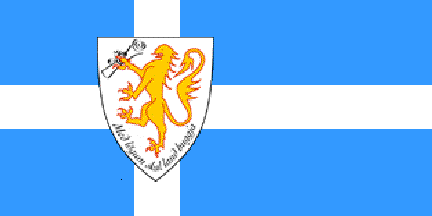
دولة فورويك
التمرد الفريدوني
إمارة فريدونيا
فريستونيا

## ك

كريستيانيا البلدة الحرة
جمهورية الكونش
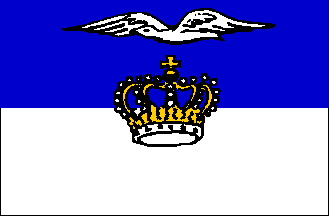
جمهورية كونيوي

## ل

لادونيا
دوقية جزر لاغوان الكبرى
ليبرلاند
جزيرة ليثوا

## م

إمارة مارلبورو
جمهورية مينيرفا
جمهورية مولوسيا
جمهورية موراك سونجراتي ميدس
سلطنة ميسباتي
جمهورية موراوارى

## ن

نيو أتلانتس
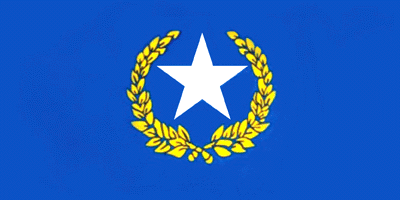
نيو يوتوبيا
نوفا روما
نوتوبيا

## ه

مقاطعة هوت ريفر

## و

مملكة والاشيا
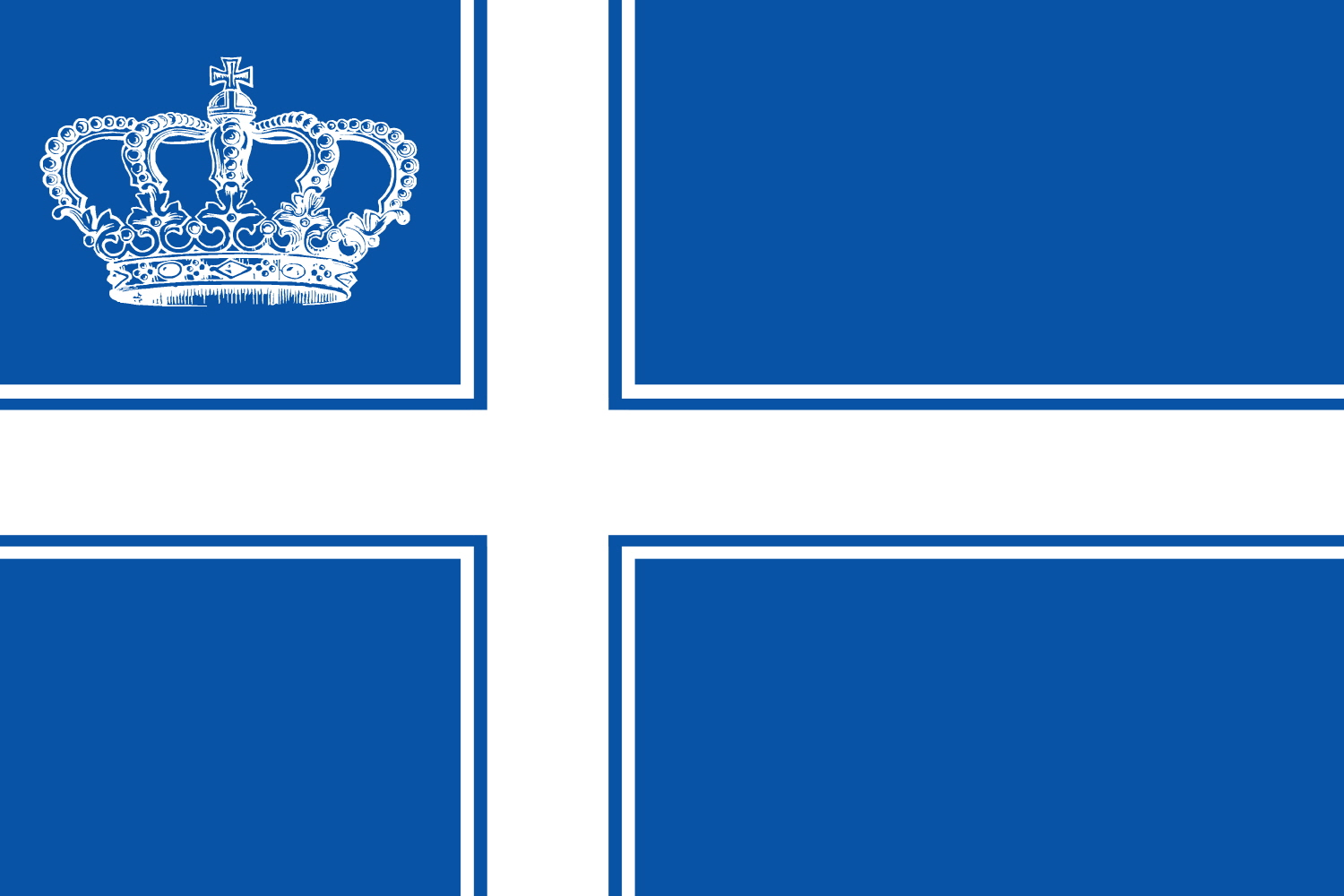
ويستاركتيكا
ويرتلاند
جزيرة ويك